# 宅八郎
宅 八郎（たく はちろう、本名：矢野 守啓〈やの もりひろ〉、1962年8月19日 - 2020年8月11日）は、「おたく評論家」を自称するコラムニスト、エッセイスト、タレント。
執筆業の他にも、ホスト、アドバタイジング・ディレクター、ミュージシャン、DJ、とび職としても活動していた。

## 経歴

### 「宅八郎」以前
静岡県浜松市出身。静岡県立浜松南高等学校卒業。法政大学社会学部卒業。もともと漫画少年で、大学時代は「漫画研究会」に所属していた。就職活動を背広姿にバルタン星人の着ぐるみを被っていってマスコミの注目を集め、報道で取り上げられたことがあるという。テレビ用広告宣伝の製作会社に就職し蚊取線香の宣伝に出演したが対人関係の問題から退職、フリーライターとなる。
1983年から、無署名で執筆者としての活動を開始し、女子高生向け雑誌の「プチセブン」などに寄稿していた。この頃には中森明夫、野々村文宏、田口賢司の「新人類三人組」に続く「新・新人類」というキャッチコピーを石丸元章、菅付雅信との3人でつけられかける（中森明夫は『「おたく」の研究』という雑誌記事の筆者で、当時宅とは親密な付き合いであった）。

### 宅八郎を称す
1989年に起こった東京・埼玉連続幼女誘拐殺人事件の容疑者・宮﨑勤の逮捕によって"オタク"という概念に注目が集まる中、日本独特のオタク文化というものの発生に衝撃を受け、それまでも記事を書いていた『週刊SPA!』上で、1990年2月の全16ページの特集記事「『おたく』が世紀末日本を動かす!」にて「オタク評論家 宅八郎」として登場。
翌年、雑誌だけでなく森高千里のフィギュアとマジックハンドに紙袋を持つという姿で『天才・たけしの元気が出るテレビ!!』や『とんねるずの生でダラダラいかせて!!』などのようなテレビ番組をはじめとする各種媒体に出演し、お茶の間に宅自身とそれが演じる"オタク"に対する強烈な印象を与えた。
ただし、この頃の宅が扮装していた「オタク」の格好は、宅自身の嗜好に基づいて選ばれた服装ではなく、戯画的にオタクを演出するために、あえてダサイ服に着替えていたものだった。宅は東レの研究員であったといい、服飾に関しては繊維の基礎的な知識から持ち合わせていて、ブランド物については蘊蓄を傾けることができるほど造詣が深かった。

### 数々の騒動を起こして逮捕
1990年秋には、『月刊プレイボーイ』専属モデルの撮影を同誌編集者の宮崎幸男に妨害されたとして謝罪を要求したが、宮崎からは拒否された。そこで、宅はその顛末を『週刊SPA!』の連載で取り上げ、宮崎の個人情報を暴露したことから、『週刊プレイボーイ』のフリーライター・小峯隆生からは、「おまえ、宮崎さんにひどいことをしたな」、「この業界で食っていけないようにしてやる」などと脅迫されたため、共演したテレビ番組の出演中に宅は小峯の目の前で『週刊プレイボーイ』を破り捨てた。
さらに宅は「小峯隣人化計画」と称して小峯の自宅マンションの隣室に転居し、ベランダに広角レンズでビデオカメラを設置して小峯夫妻の私生活を仔細に観察し、観察の結果を『噂の眞相』の連載コラムで発表。このため小峯が宅を民事訴訟し、裁判所に仮処分申請を求める騒ぎに発展した。
これ以降、宅は「処刑執行人」と称し、「復讐」という名目で、論争相手の個人情報を一般雑誌の紙面で公開するほか、論争相手に対する嫌がらせを自らの連載の中で公表したり、「やっちゃえ! OK!」・「○○を殺す!」などと読者を煽ったりするようになる。また、宅が「復讐」と称する嫌がらせ行為は2017年の法律ではストーカー行為を認定されるほどのレベルにまでエスカレートすることも多く、標的の人物から、住居侵入・強要・威力業務妨害で被害届が出されたり、宅本人や『噂の真相』編集部に警察の強制捜査が入ると噂されたりすることがあった。
『噂の眞相』では、『断筆宣言』を発表して連載を降りた筒井康隆に代わって田中康夫に連載執筆を依頼したところ、宅の連載が一時休載することになった。その後、宅がこの一件について田中を攻撃したが、田中から連載上で反論されて激昂し、田中の車や家の一部を破壊したり、白紙のファクシミリを送り続けたりするなどの嫌がらせを繰り返し、田中の自宅前で騒ぐ宅を怖がった近隣住人から警察に通報されるなどの騒ぎとなった。その後安部譲二の仲介もあって一度は和解したものの、両者の間で板ばさみ状態になった編集長の岡留安則は胃潰瘍になった。
1994年11月2日には、同年7月22日に宅の自家用車で駐車場を出る際、隣の車をこすったにも関わらずそのまま走り去ったとして、道路交通法違反（当て逃げ）の容疑で警視庁代々木警察署に逮捕されたが、宅本人は上記「週刊ポスト」担当デスクの事件による別件逮捕と主張している。
これらの騒動や当て逃げ容疑での逮捕も重なり、『噂の眞相』の連載も遂に打ち切られるが、扶桑社の『SPA!』に移籍し、新たな連載の仕事を得た。

### 小林よしのりとの対立
1995年に地下鉄サリン事件が起こるとオウム真理教の扱いを巡って性急な犯人視報道を批判したため、同じ『SPA!』の連載陣であった小林よしのりと対立する。そこで、宅は小林との公開討論を要求したが、小林は自身の連載の影響力の面から論争を通じての売名行為だとして応じず、当時の編集長・靍師一彦にも反発した末に、連載を引き揚げるに至った。
その後は、小林への配慮もあって一時期は批判的な言及を控えてはいたが、1995年に、小林とは交流があった切通理作と対立して、自身のコラムや文章の中で、切通の自宅の電話番号を何度も公表したり、彼の妻も誹謗中傷するなどしたため、最終的に小林が紹介した弁護士を通じて、切通から抗議が寄せられたことで一旦連載が中断となり、靍師は打ち切りに最後まで反対したものの、小林の離脱に伴う雑誌の売上率低下なども重なり、解任された。宅と靍師はこれらの顛末については、小林の圧力があったことを主張しているが、小林は「オウムと同じ陰謀論か。結構だ。切通に弁護士を紹介したが何か悪いのか？」と移籍先の『SAPIO』掲載分にて反論している。なお、『SPA!』上の連載では休載扱いとされていたが、1997年に「再開即最終回」という形で1回限りの復帰掲載で公式に終了した。
ただし、宅は『教科書が教えない小林よしのり』と同書に掲載された、1997年5月20日に開催したロフトプラスワンでの座談会「放送禁止大学2」と『週刊SPA!』連載「週刊宅八郎」および『噂の真相』1995年10月号掲載「業界恐怖新聞」スペシャル版と1996年2月号掲載「週刊SPA!連載を突如中断された宅八郎の『逆襲』メッセージ」にて、小林の漫画『ゴーマニズム宣言』『新ゴーマニズム宣言』と切通理作に反論している。
- 1995年3月8日に、小林は以下の理由から宅を攻撃すると編集部に宣告。第一に「週刊宅八郎」にて岡留安則の写真を使ったことが不快。第二に絓秀実を登場させたことが不快（1995年2月1日号『週刊SPA!』掲載「週刊宅八郎」第5回）。第三に西岡昌紀を登場させたことが気に入らない（宅は文藝春秋の『マルコポーロ』謝罪会見を取材しており、また、西岡と対談している。1995年2月22日号『週刊SPA!』掲載「週刊宅八郎」第8回および1995年3月15日号『週刊SPA!』掲載「週刊宅八郎」第11回）。
- 3月29日号『週刊SPA!』掲載の「ゴーマニズム宣言」第143章で小林が宅を攻撃。
- 4月12日号『週刊SPA!』掲載の「週刊宅八郎」で反論。
- 5月3日・10日号『週刊SPA!』掲載「週刊宅八郎」のオウム真理教の上祐史浩との対談について、小林は「やめてほしい」と靍師に打診したとしているが、靍師はこれを拒絶。また宅も編集部の持つ編集権への干渉にして権利の濫用と批判している。
- 5月17日号『週刊SPA!』掲載の「ゴーマニズム宣言」第149章から6月14日号『週刊SPA!』掲載の第154章まで6号連続で宅を攻撃。この間、西岡と鈴木邦夫も攻撃。
- 一方、宅は5月31日号、6月14日号から28日号『週刊SPA!』掲載の「週刊宅八郎」で反撃（第21回から第24回。なお、6月7日号は宅、鈴木、見沢知廉との緊急鼎談記事「オウムをめぐる危険な報道と捜査」掲載のため休載）。
- 7月5日号『週刊SPA!』掲載の「週刊宅八郎」で「小林よしのりへの決闘状」発表。なお、小林は『ゴーマニズム宣言』第4巻で「バカヤロー これからは作家に連絡してこい!そして公開討論で決着をつけよう!」と描いている。
- 月刊『宝島30』1995年9月号掲載、切通理作の「小林よしのり言いたい放題インタビュー」について、宅は切通に対し「地の部分で小林に追従し、宅の思考や『週刊SPA!』の編集方針さえ全部決めつけた内容だった」として処刑宣告。また、大泉実成を本人の許諾を得た上でインタビュアーに指名したインタビューの掲載依頼をするが、『宝島30』編集長上田高史は大泉ではなく別のライターによるインタビューでないと掲載できないとして、そのライターによる記事が『宝島30』10月号に掲載されると同時に、切通の記事「サリン気分の人たちへ」が掲載される（この記事には「宅八郎インタビューより先に入稿されました」というお断りまで入っていた。また、宅、絓、鈴木、松沢のほか、大泉、芹沢俊介、鶴見済、中沢新一、中森明夫の連載「中森文化新聞」、山崎哲を全部一くくりにして、皆サリン気分に浸っているという論理で書いているものだった）。
- それ以降、宅は切通を「後出しジャンケン」として批判し続けたが、宅は切通宅の電話番号は公開していない。また、小林の事務所や切通宅にイタズラ電話はしていない。実際、切通の電話番号を調べたが登録はなかった。
- 宅は切通宅の住所を暴露したと小林は主張しているが、明かしたのは地名までである。また、切通は自著で実家の住所を地番まで含め全て明かしており、プライバシーの侵害には該当しない。さらに、別の記事でも実家の所在地を、また別の記事では当時住んでいたアパートの所在地を明かしており、同様にプライバシーの侵害には該当しない。
- 妻の職業も暴露したという主張も当たらない。なぜならば切通は2冊目の自著で「ヌードモデル」と書いており、単に引用したにすぎない。ただし、宅は妻の噂の間違いについては訂正している。
- 切通は『週刊SPA!』編集部に抗議文を郵送したと小林は漫画に描いているが、実際には扶桑社が手配したバイク便で届いたことを宅と靍師は明かしている。
- 10月30日、扶桑社の取締役と切通、小林、宝島社の『宝島30』担当編集者が陰謀会議。
- 11月9日、扶桑社の役員会にて「週刊宅八郎」の打ち切りが決定。
- 11月10日、19時。宅、靍師、扶桑社の役員2名との会議。この間、『週刊SPA!』の編集者が同誌で連載をしていた松沢呉一に、切通から扶桑社の役員宛ファックスが届いたこと、そのファックスを『ゴーマニズム宣言』の担当編集者が持って行ったことを連絡。このファックスには切通は小林から情報をもらっていたことが記載されていた。これにより、小林と切通が裏で画策していたことが明らかに。なお、このファックスについては『教科書が教えない小林よしのり』163-167ページにて触れられている。

また、小林は絓を過去に「生きている資格はない!弱者の味方ぶるな くされインテリ!!」（ゴーマニズム宣言第6巻）、西岡を「やばい意味でのオタク」（ゴーマニズム宣言第8巻）と誹謗中傷している。西岡については、『マルコポーロ』掲載の「ナチ『ガス室』はなかった。」について、「記事と同じ内容のパンフレットを送ってきた」（ゴーマニズム宣言第8巻）と漫画で批判しているが、実際はワープロ打ちの別の内容のパンフレットであり、小林の捏造であると西岡は反論しており、抗議文と質問状を送っている。
なお、切通については、宅、大泉、松沢のほか、浅羽通明、鶴見済なども批判している。また、複数の著者による徳間書店発行『「尊師麻原」は我が弟子にあらず』に参加した小阪修平も共著者の切通の姿勢に対して怒りをあらわしている。

### 執筆以外での活動
- 2004年3月から初代ホストグランプリ王者の鶴見一沙も在籍していた歌舞伎町のホストクラブ「club G」でホストとして勤務。その仕事ぶりが、テレビ番組『メレンゲの気持ち』『オオカミ少年』などで紹介されたことがある。その後も同店に在籍したものの、2006年2月より自由出勤（予約指名があったときだけ出勤）という勤務形態となっていた。本人曰く、仕事上酒を大量に飲むことが多くなりそれで体調に異変が生じたとのことらしい。また『オオカミ少年』に出演した際、「デビュー当時より、体重が10kg増加した」と語っている。

- 2006年4月に明日のスターを応援するピュアライムの学院長に就任する。2006年6月から「うにプロジェクト」のアドバタイジング・ディレクターとして活動、アキバ系撮影会や催しに携わる。同時に、宅八郎プロデュース「COS de Live コスドライブ等身大（vol.1）」を開催。

- 2000年代からは、「ハチロック」というロックバンドで、ボーカル、作詞・作曲を担当したり、「メカヤクザ」名義でDJとしても活動するなど、音楽活動にも精力的であった。

### 渋谷区長選挙出馬
2007年4月15日告示、22日投票の渋谷区長選挙に宅は出馬の届け出をした。出馬表明をしたのは告示日前日の14日という電撃出馬だった。宅の出馬は一般紙・スポーツ紙で大きく報じられ、抱負を「渋谷を『萌える街』にしたい」と語った。他に出馬を届け出たのは現職の桑原敏武、自由民主党所属で区議6年、都議19年務めた矢部一、渋谷区役所に30年以上勤務した前リサイクル清掃部長で民主党・日本共産党の区議団や一部無所属の区議が推す坂井正市など。市民団体「オンブズマン渋谷行革110番」が宅を公認した。
宅の選挙特設サイトでは、決意表明や「19の改革宣言」から成る宅のマニフェストが掲載されている。宅は15日12時30分、渋谷駅ハチ公前で大挙した取材陣を前にメイド姿のコスプレに身を包んだボランティアのギャル3人をひきつれ第一声を行った。演説で宅は「渋谷は秋葉原に負けている。メイド喫茶を増やし、アキバよりおしゃれな『渋谷系オタク』を確立する」と述べ、「渋谷の萌えタウン化」を公約した。
メイド姿のコスプレに身を包んだ複数の女性が選挙ボランティアとして手伝うなど、「萌え」をスローガンにした独自の選挙運動を行った。宅の運動は記者が同行取材することが多く、第一声や最終日の演説などは日刊スポーツなど複数のスポーツ紙で大きく扱われた。
選挙戦最終日には夕方から、最後を飾る催しとして「きよたまらんど in 渋谷」をハチ公前にて開催した。「宅八郎」の文字が大書された選挙運動車をハチ公広場前につけ、歩道に木の箱を置き壇上にした。テレビ局のカメラがかけつけ新聞紙の記者がカメラをかまえるなど、報道陣で辺りはごった返した。聴衆が500人ほど足をとめる中、宅がプロデュースしている歌手・井万里きよあがアイドル風の衣装に身を包んで登場し「好きになっちゃいました」などの持ち歌を数曲披露した。その後、宅が登場して数分間、演説した。そして角川春樹の娘で元アイドルの鬼畜ライター・Kei-Teeが友人を代表して、「宅さんとは鬼畜仲間です。鬼畜にやさしい町づくりをしてくれる宅さんをよろしくお願いします」と応援演説した。
なお、宅は投票日前夜の4月21日夜に大阪のクラブイベントでDJをする事になっていた。これは数か月前に予約がされており、宅の選挙出馬以前に決定していた。この事に対し宅は大阪でのDJを取りやめず21日の選挙演説期限ギリギリまで選挙活動を行い、その後、新幹線で大阪に向かい徹夜でDJを行って、翌朝、東京に戻っている。この様子の一部はテレビで放送された。
投票は22日に行われ即日開票された。結果は一期目の桑原敏武・区長が2万7044票（41.1%）を獲得して再選、矢部一が2万0729票（31.5%）、坂井正市が1万2424票（18.9%）、宅八郎が5605票（8.5%）獲得した。
供託金没収にあたる10%を下回る得票数のため、100万円は区に没収となった。宅は日刊スポーツの取材で「正直これほど票を入れていただき、ありがたい。こういう機会が与えられることがあれば、チャレンジしたい」と語った。

### 殺害予告による書類送検
2009年3月、音楽評論家の四方宏明に、ソーシャルネットワークサイト（SNS）mixiにおいて殺害をほのめかす書き込みを行い、同年10月23日に兵庫県警東灘警察署に書類送検されたが、2010年3月31日付で起訴猶予処分となった。

### 死去
2020年5月に自宅で小脳出血を発症し倒れ入院。当初は意識もあり会話もできる程度だったが6月に再出血。その後意識不明の状態に陥り、同年8月11日22時頃（JST）、東京都府中市内の病院で死去。57歳没。同年12月4日に死去が報道された。
宅の訃報が報道されてから、彼の実弟がマスコミの取材に応じ、晩年の宅の様子などについてコメントした。訃報の公表が死去から4ヵ月遅れだった事に関しては「兄（宅）が近年はテレビ出演をしていなかったためマスコミに公表すべきか躊躇した事」と、宅の生前の「おたくキャラ」時代のイメージや、トラブルを起こしていて世間をお騒がせしていた事から、亡くなった事を公表したらマスコミから宅の事を悪く書かれるのではないかと不安に思った事などを明かしている。
なお、訃報の公表に踏み切った理由は「宅がかつて付き合いが深かった関係者に対して連絡する必要があると考えた事から」と宅の夫人の思いを尊重した結果である事をマスコミに語った。この実弟のコメントから、宅に事実婚関係の妻がいる事も明らかになった。

## 人物
三人兄弟の長男。高校時代には8ミリビデオで特撮映画を制作していた。興味を持った事は徹底的に調べたり、凝り出すと時間を忘れて没頭する性格であったと末弟が語っている。
特技は韓国語。習熟度はソウル方言と釜山方言の違いが分かるレベルであり、韓国で開かれた日本人韓国語弁論大会で優勝した経験を持つ。1994年末にはすべてのテレビ番組を降板して1995年春に北京経由で平壌を訪問、その後も北朝鮮には何度か取材で訪れている。強引な取材を行なったためスパイ容疑をかけられ、平壌順安国際空港の特別室で数時間の尋問にあったこともある。
料理が得意で、調味料やスパイスにこだわった本格的なインドカレーなどの手料理を、自身のブログで披露していた。

## 思想
宅自身の言によると、その「復讐」・「処刑」を題目に行われる活動に根底にあるものは「責任」で、自分の責任も他者の責任もどこまでも追及していく性質であるという。その際には、自身が「復讐」・「処刑」を行う資格があるか、相手がそうされても仕方ないかを考えるという。また、自身を「知能指数が高い気狂い」、「自己の論理に忠実な気狂い」と語ったこともある。

## 逸話
- 西村知美と西村個人に関するTVクイズで対決し、完全勝利したことがある。
- 岡留は『噂の眞相』後期、特に『噂の眞相』休刊後は徹底して宅を批判していた。ただし宅が『SPA!』休載に追い込まれたとき、宅の反論原稿を掲載したのも『噂の眞相』だった（ただし、宅も後に『BUBKA』（ブブカ）の連載等で岡留を批判している）。ちなみに宅と岡留は法政大学のOBで、同じ学部で同じ中野収ゼミの先輩後輩でもある。
- 学生時代には本名や本名の変名で雑誌に連載を持っていたことがあるが、後の印象と異なり、当時の宅は短髪で眼鏡もかけていなかった[5]。中野収の指導を受けた事もあって当初は広告会社を就職希望先にいれていたという。

## 評価
宅の「処刑」活動については、特にそれが書籍化された『処刑宣告』を、大泉実成が「巨大出版社の傲慢な体質を暴き出し」「TVメディアの本当に腐った部分を見せてくれた」と評価している。

## 著書

### 単著
- 『イカす!おたく天国』 太田出版、1991年 ISBN 4872330374
- 『処刑宣告』 太田出版、1995年 ISBN 4872332040

### 共著
- 『教科書が教えない小林よしのり』(靍師一彦、松沢呉一、絓秀実、鈴木邦夫、西岡昌紀、玄田生との共著)発行:ロフトブックス･発売:星雲社、1997年 ISBN 4795200696
- 『オウム大論争』 ISBN 4846300838
- 『マンガ狂い咲き』 ISBN 4877341633

## 連載
- 探偵ファイル - 2005年3〜6月まで、記者として記事を執筆。
- 噂の眞相 - 1992年から1994年まで『業界恐怖新聞』を連載していた。タイトルは『恐怖新聞』から。
- 週刊SPA! - 1990年から1991年まで「イカす!オタク天国」を、1994年から1995年まで「週刊宅八郎」を連載。ただし、小林・切通問題から最終回は1997年。
- 投稿写真 - 「宅八郎月報」を連載。
- BUBKA - 「やっちゃえ!OK!」を連載。

## テレビ出演
- サンデージャポン
- ビートたけしのお笑いウルトラクイズ
- とんねるずの生でダラダラいかせて!!
- 天才・たけしの元気が出るテレビ!!
- マジカル頭脳パワー!!
- とんねるずのみなさんのおかげです

## 映画出演
いずれもVシネマ
- ダ・ダーン（1992年）
- ゲッ!! 死ぬまであと24時間（1992年）
- 新・うれしはずかし物語3 天使のキスマーク（1992年）